# Arda (distrikt)
Arda (bulgariska: Арда) är ett distrikt i Bulgarien.   Det ligger i kommunen Obsjtina Smoljan och regionen Smoljan, i den södra delen av landet, 180 kilometer sydost om huvudstaden Sofia.
I omgivningarna runt Arda växer i huvudsak blandskog. Runt Arda är det ganska glesbefolkat, med 34 invånare per kvadratkilometer.